# Mešita v Maltepe
Mešita v Maltepe (turecky Maltepe Camii) se nachází v ankarské městské části Maltepe na třídě Şehit Gönenç Caddesi.

## Popis

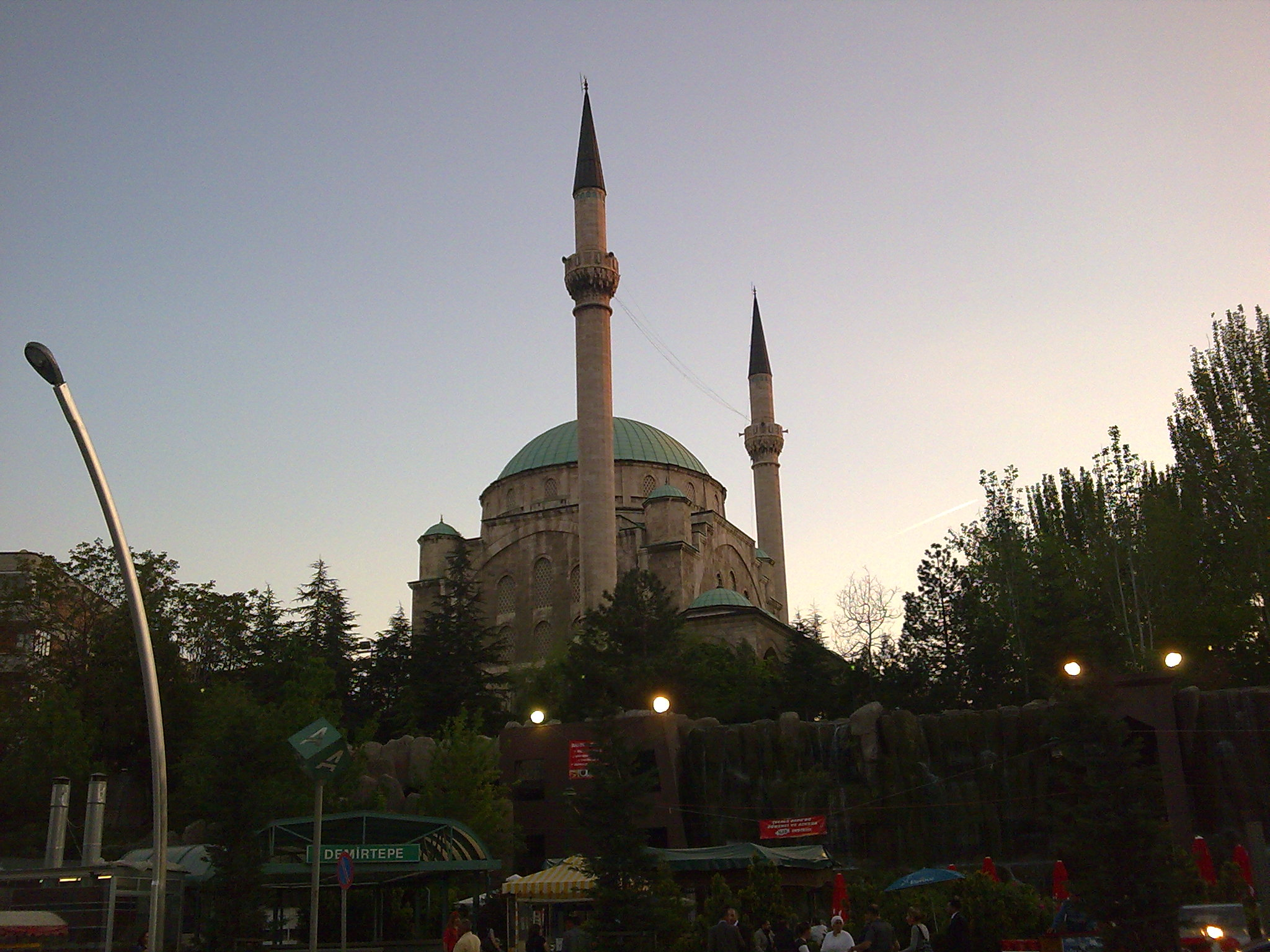
Mešita v Maltepe (Maltepe Camii)

Mešita, kterou navrhl architekt Recai Akçay, byla postavena v letech 1954-1959. Její výstavbu iniciovalo sdružení "Ankara Maltepe'de Bir Cami Yaptırma Derneği" v roce 1950.
Budova byla vystavěna v klasickém osmanském stylu, ale pouze se dvěma padesátimetrovými minarety namísto čtyř. Každý z nich má schodiště, čítající 142 schodů. Prostor modlitebny je osvětlen mnohými vitrážovými okny. Horní části kopule jsou ozdobeny malbami textů z koránu a stěny jsou do výšky 5 metrů pokryté dlaždicemi.